# Dankner
Dankner ist ein Pop-Duo bestehend aus dem Basler Geschwisterpaar Tanja und Phil Dankner. 1995 gewannen die Sängerin Tanja Dankner und ihr Keyboard spielender Bruder Phil Dankner unter dem Namen Soul Affair den Prix Walo.

## Tanja Dankner
Tanja Dankner wurde am 23. Juli 1974 in Basel geboren. Sie sang unter anderem auf Alben von DJ BoBo, Céline Dion, Michael von der Heide, Martin Schenkel und DJ Dani König. 2005 landete sie mit dem neusten Remix von DJ Jamie Lewis (Will I ever) einen weltweiten Hit. Nach diversen Auftritten wie Jazzfestival Montreux, Avosession, MTV, VIVA, ProSieben, TV total, Sat.1 Wochenshow Tour, und vielen musikalischen Reisen, stellte sie ihr CD und Life-Loungeprojekt vor. 2006 sang sie den Titelsong „Superwoman“ zum Film Handyman und spielte sich in dem Film selbst.

## Soul Affair
Die Band wurde unter dem Namen Soul Affair gegründet. Unter diesem Namen veröffentlichten Tanja und Phil Dankner 1995 ihr erstes Album, das den Namen „Relations“ trug. Erst im Jahr 2000 änderten sie ihren Bandnamen in Dankner.

## Phil Dankner
Phil Dankner wurde am 23. Oktober 1970 in Basel geboren. Seit seinem vierten Lebensjahr spielt Phil Dankner Klavier. Als Bühnenpartner von Marco Rimas Comedyshows „Think Positiv“ und „No Limits“ ist er fester Bestandteil dieser zwei Shows. Für den Film Handyman komponierte Phil diverse Titel und spielte darin sich selbst. Als Gründer und musikalischer Leiter der „Music Session“ lädt er seit 1999 Gäste aus der Schweizer Musikszene und internationale Gästen ein. Mit DJ BoBos Visions Tour reiste Phil Dankner als musikalischer Leiter und Keyboarder im Jahr 2003 durch ganz Europa. Für das Programm „Circomania“ (2006) von Salto Natale produzierte und komponierte Phil einen eigenen Soundtrack. Gemeinsam mit Salomè Jantz und Roland Herrmann präsentiert er monatlich die Offlineshow.

## Dankner
Im März 2001 veröffentlichte das Geschwisterpaar unter dem Namen Dankner das gleichnamige Debütalbum – Soul/Pop produziert vom Pro-7-Moderator Stefan Raab, der auch gleich die meisten Lieder mitschrieb, Gitarre, Bass, Schlagzeug und etwas Keyboards spielte, was dem Duo neben Fernsehauftritten immerhin 60.000 verkaufte Alben einbrachte. Darunter sind die Debütsingle „Will I Ever“ sowie eine Neufassung der Lennon/McCartney-Komposition „Let it be“. Als Vorabsingle zum Album gab es bereits zuvor das Lied Ce qu’on sait (Baby, do you wanna get down with me), das Dankner beim Boxkampf zwischen Stefan Raab und der deutschen Boxweltmeisterin Regina Halmich als „offiziellen Song“ im Ring spielten.

## Alben
- Relations (1995) – unter dem Namen Soul Affair
- In Beetween (1998) – unter dem Namen Soul Affair – Tracks: Hands up, For You, Sieben Tage Sieben Nächte, La Vèritè, Feels so good, Ich liebe dich, In a while, Try, Runnin, Anytime, Out there, S’isch nid eifach
- Dankner (2001), Tracks: Lovestories, I will be there, Ce qu'on sait, This weekend, Will I ever, Believe in you, Fly around the world, Cause I never, Everybody, Real thing, Far from home, Let it be, Will I ever [U.S. mix], Three-six-five
- First Album (2001) – Session Allstars
- Balance (2005)
- Handyman – Filmsoundtrack (2006)
- Magic Day (2006)
- Seelefueter (2006) – Phil Dankner
- Alma (2007)
- Retrospektive (2008) – Phil Dankner

## Singles
- Anytime (1996) unter dem Namen Soul Affair
- All the World knows Christmas (1997) (Swiss Artist United)
- Children of the World (1997) unter dem Namen Soul Affair
- Will I ever (2000)
- Let it be (2000)
- Ce qu’on sait (2001)

## Film
- Handyman (2006)